# Kolekcja Stanisława Barei
Kolekcja Stanisława Barei - seria filmów zamieszczanych w Kinie Komedii - magazynie wydawanym przez Carisma Entertainment Group. W Kolekcji... ukazało się 7 filmów i jeden serial Stanisława Barei. Kolekcja... ukazywała się w latach 2006 - 2007. Obejmuje 12 płyt DVD.

## Spis płyt DVD tworzącychKolekcje Stanisława Barei
- Poszukiwany, poszukiwana
- Brunet wieczorową porą
- Małżeństwo z rozsądku
- Nie ma róży bez ognia
- Co mi zrobisz jak mnie złapiesz
- Mąż swojej żony
- Żona dla Australijczyka
- Zmiennicy - odc. 1-3
- Zmiennicy - odc. 4-6
- Zmiennicy - odc. 7-9
- Zmiennicy - odc. 10-12
- Zmiennicy - odc. 13-15